# Empty Socks

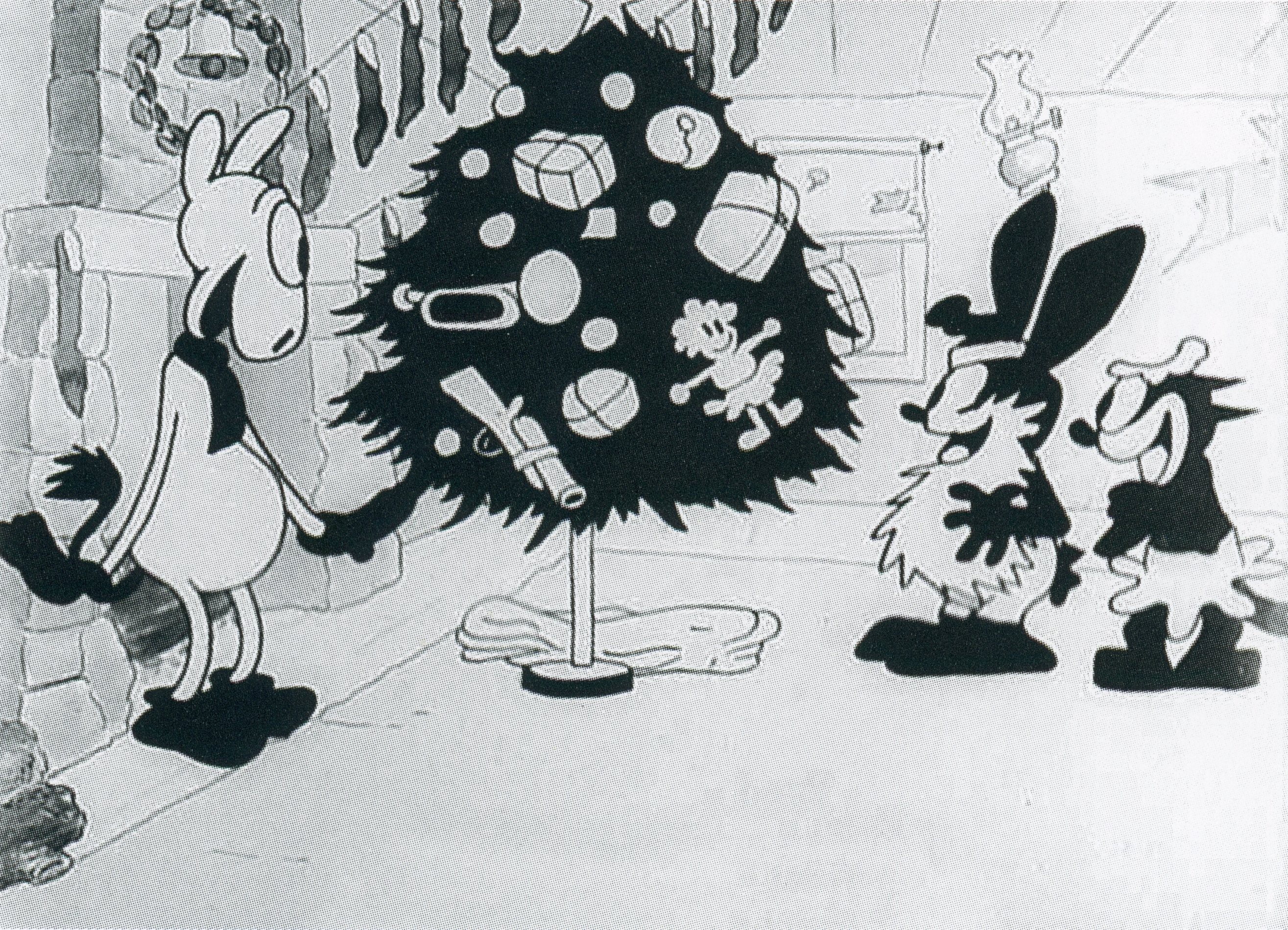
Fotogramma del film

Empty Socks è un film del 1927 diretto da Walt Disney. È un cortometraggio animato, il 20° con protagonista Oswald il coniglio fortunato. Fu distribuito dalla Universal Pictures il 12 dicembre 1927.